# Дракон (сузір'я)

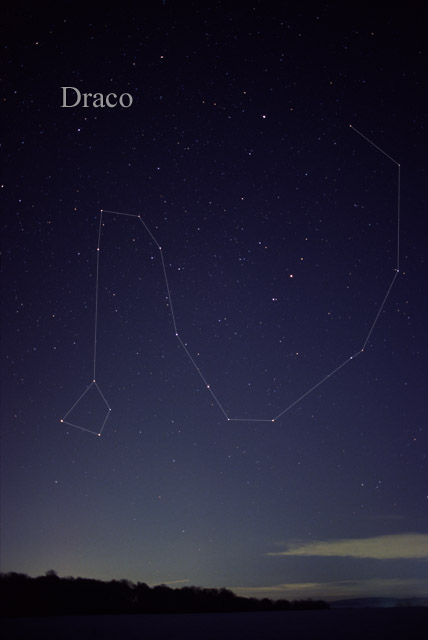
Сузір'я Дракон неозброєним оком.

Драко́н (лат. Draco) — навколополярне сузір'я північної півкулі неба, одне з найкраще вивчених сузір'їв.

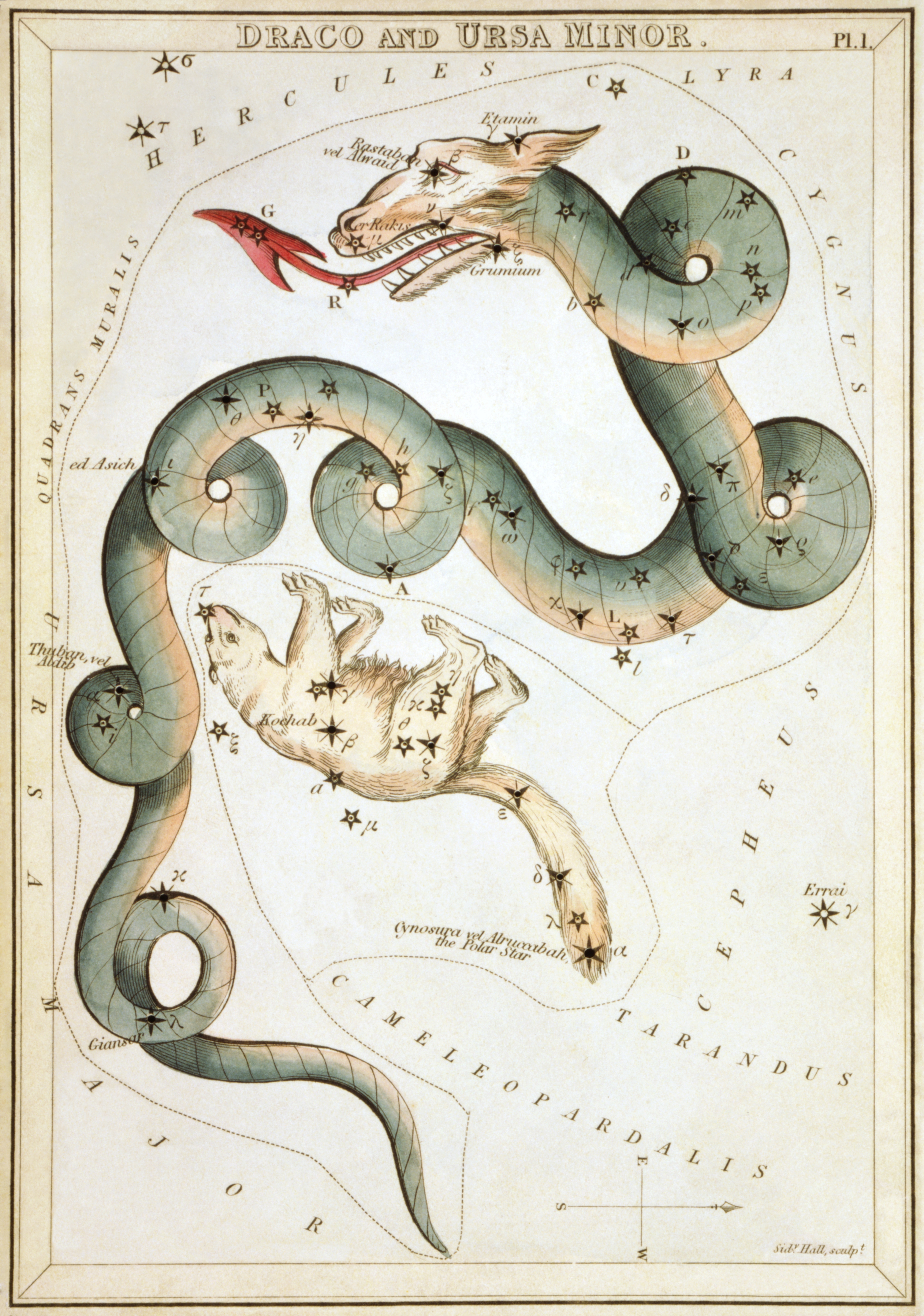
Сузір'я Дракона та Малої Ведмедиці із «Дзеркала Уранії», набору тематичних карток опублікованого у Лондоні, бл. 1825 року.

## Історія
Одне із стародавніх сузір'їв. Включене до каталогу зоряного неба Клавдія Птолемея Альмагест.

## Примітні об'єкти
У сузір'ї міститься зірка Kepler-10, на орбіті якої підтверджено наявність планети Kepler-10b — найменшої та найближчої за розмірами до Землі екзопланети.
У сузір'ї Дракона, в чотирикутнику зірок ζ, δ, χ і ξ розташований північний полюс екліптики. Навколо нього з періодом 25 770 років рухається полюс світу, який зараз перебуває поблизу Полярної зірки. Майже в полюсі екліптики, між зірками ξ і χ Дракона, розташована зеленувато-блакитна планетарна туманність NGC 6543 (туманність Котяче Око).
У листопаді 2007 року астрономи виявили, що зірка HIP 56948 — практично точна копія нашого Сонця.
Одна з галактик у Драконі — галактика типу NGC 5866 (галактика Веретено).
В 2023 році, космічна обсерваторія Габбл зафіксувала скупчення галактик, яке розташоване на відстані майже дев’яти мільярдів світлових років від нас у сузір’ї Дракона. Це скупчення, яке отримало назву eMACS J1823.1+7822, виявилося одним з п’яти надзвичайно масивних скупчень галактик, які Габбл досліджував з метою вимірювання сили цих гравітаційних лінз, що дало змогу зрозуміти розподіл темної матерії в скупченнях галактик. Багатохвильове зображення було отримано з восьми різних фільтрів і двох різних інструментів: Advanced Camera for Surveys і Wide Field Camera 3. Обидва інструменти мали змогу переглядати астрономічні об’єкти лише в невеликій частині електромагнітного спектру за допомогою фільтрів, які дозволили астрономам знімати об’єкти на точно підібрані довжини хвиль. Відповідно, потужні гравітаційні лінзи, якою є eMACS J1823.1+7822, можуть в майбутньому надати змогу астрономам досліджувати більш далекі галактики, діючи як величезні природні телескопи, що збільшують об’єкти, які інакше були б надто слабкими або віддаленими, щоб їх розпізнати.